# Wataru Yazawa
Wataru Yazawa (japanisch 矢澤 航; * 2. Juli 1991 in Yokohama) ist ein japanischer Hürdenläufer, der sich auf die 110-Meter-Distanz spezialisiert hat.

## Sportliche Laufbahn
Erste internationale Erfahrungen sammelte Wataru Yazawa im Jahr 2008, als er bei den Juniorenweltmeisterschaften in Bydgoszcz mit neuem japanischem U18-Rekord von 13,67 s im Halbfinale ausschied. Zwei Jahre darauf belegte er dann bei den Juniorenweltmeisterschaften in Moncton in 13,88 s den siebten Platz. 2011 schied er bei den Asienmeisterschaften in Kōbe mit 14,19 s in der ersten Runde aus und anschließend erreichte er bei der Sommer-Universiade in Shenzhen das Halbfinale, in dem er mit 13,97 s ausschied. Bei den Leichtathletik-Asienmeisterschaften 2013 in Pune gewann er in 13,88 s die Silbermedaille hinter dem Chinesen Jiang Fan und Abdulaziz al-Mandeel aus Kuwait. Daraufhin wurde er bei den Ostasienspielen in Tianjin in 13,73 s Vierter. 2016 qualifizierte er sich für die Teilnahme an den Olympischen Spielen in Rio de Janeiro, scheiterte dort aber mit 13,88 s in der ersten Runde. 2017 nahm er erneut an den Asienmeisterschaften in Bhubaneswar teil und erreichte dort in 14,07 s Rang acht.
2011, 2013 und 2016 wurde Yazawa japanischer Meister im 110-Meter-Hürdenlauf.

## Persönliche Bestleistungen
- 100 m Hürden: 13,47 s (+1,4 m/s), 5. Juni 2016 in Tottori
  - 60 m Hürden (Halle): 7,78 s, 1. Februar 2020 in Osaka